# Jugolinija

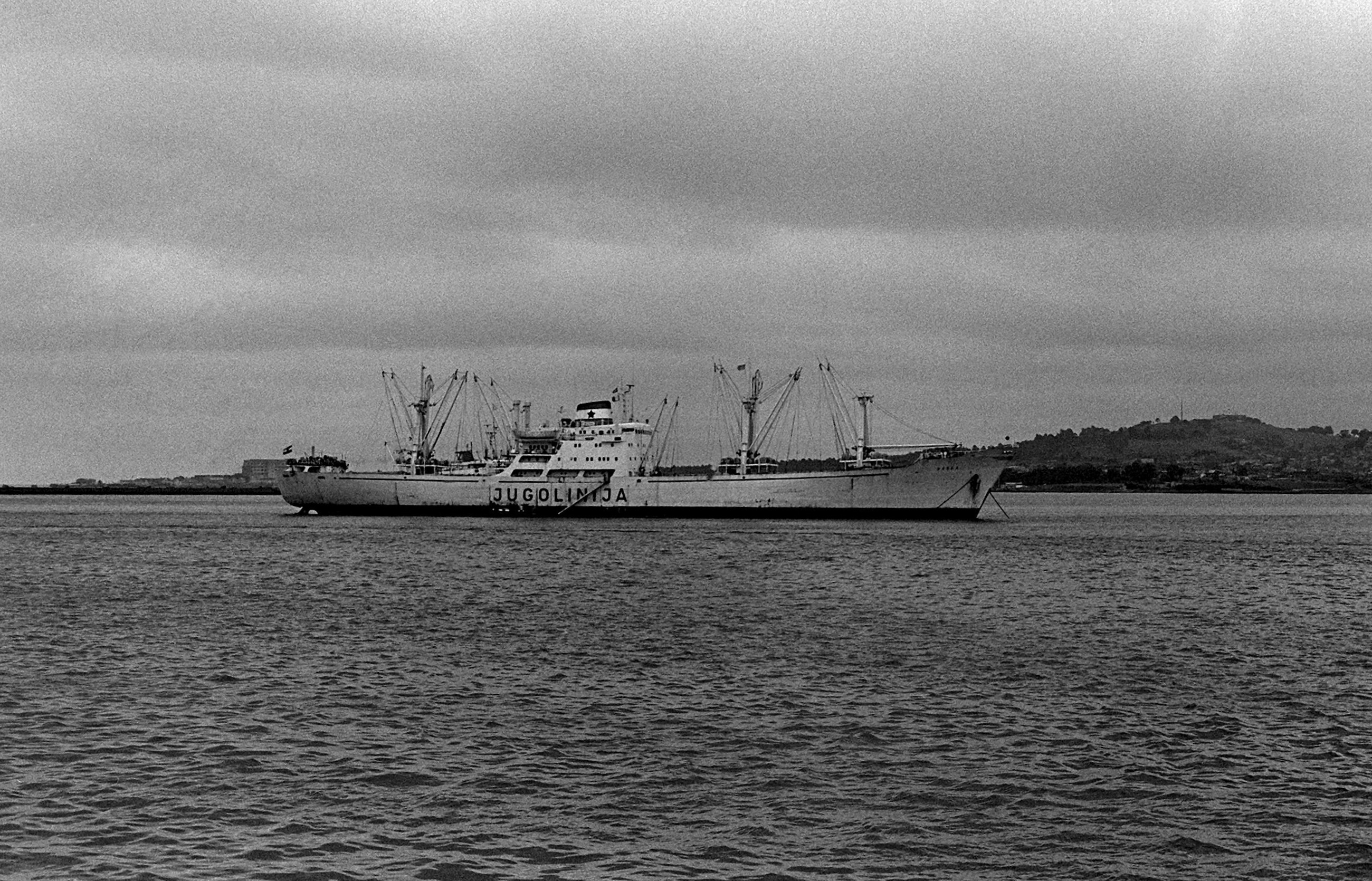
Loď Baška společnosti Jugolinija v roce 1979.

Jugolinija (v srbské cyrilici Југолинија, celým názvem Jugoslovenska linijska plovidba, v srbské cyrilici Југословенска линијска пловидба) byla státní jugoslávská plavební společnost. Sídlila v Rijece a v roce 1974 měla k dispozici 56 lodí. Kromě ní existovaly i další státní rejdařské společnosti, víceméně regionálního charakteru. Jugolinija však byla mezi nimi největší. Po rozpadu Jugoslávie byla společnost, operující převážně na chorvatském pobřeží Jaderského moře přejmenována na Croatia line.